# Sommer-Paralympics 1988/Rollstuhltennis
Bei den Sommer-Paralympics 1988 in Seoul wurden in insgesamt zwei Wettbewerben im Rollstuhltennis Medaillen vergeben. Die Sportart war als Demonstration im Programm der Paralympics.

## Ergebnisse

### Männer

#### Einzel
| Platz | Land               | Spieler             |
| ----- | ------------------ | ------------------- |
| 1     | Frankreich         | Laurent Giammartini |
| 2     | Australien         | Mick Connell        |
| 3     | Vereinigte Staaten | Chip Turner         |
| 3     | Israel             | Sasson Aharoni      |

### Frauen

#### Einzel
| Platz | Land               | Spielerin              |
| ----- | ------------------ | ---------------------- |
| 1     | Niederlande        | Chantal Vandierendonck |
| 2     | Niederlande        | Monique van den Bosch  |
| 3     | Vereinigte Staaten | Terry Lewis            |
| 3     | Niederlande        | Ellen de Lange         |

## Medaillenspiegel
Da Rollstuhltennis hier eine Demonstrationssportart war, werden die Medaillen nicht in den offiziellen Listen aufgeführt.
| Platz | Land               | G | S | B | Gesamt |
| ----- | ------------------ | - | - | - | ------ |
| 1     | Niederlande        | 1 | 1 | 1 | 3      |
| 2     | Frankreich         | 1 | – | – | 1      |
| 3     | Australien         | – | 1 | – | 1      |
| 4     | Vereinigte Staaten | – | – | 2 | 2      |
| 5     | Israel             | – | – | 1 | 1      |